# ستيف غاردنر (لاعب كرة قدم)
ستيف غاردنر (بالإنجليزية: Steve Gardner)‏ (3 يوليو 1968 بميدلزبرة في المملكة المتحدة - ) هو لاعب كرة قدم بريطاني في مركز الدفاع. لعب مع برادفورد سيتي ونادي بوري ونادي بيرنلي.

## وصلات خارجية
- ستيف غاردنر على موقع قاعدة بيانات كرة القدم.إي يو (الإنجليزية)